# لاريسا بيتريك
لاريسا ليونيدوفنا بيتريك (الروسية: Лариса Леонидовна Петрик)، من مواليد 28 أغسطس 1949، هي لاعبة جمباز سوفيتية سابقة وبطلة أولمبية. تنافست بيتريك في بطولة العالم لعام 1966 حيث شاركت في الميدالية الفضية للفريق (الذهبية ذهبت إلى التشيكوسلوفاك) وحصلت على ميدالية برونزية فردية في حدث العارضة. شاركت أيضًا في الألعاب الأولمبية الصيفية لعام 1968 في مكسيكو سيتي، حيث حصلت على ميدالية ذهبية في حركات الأرضية (مشتركة مع Věra Čáslavská )، وميدالية ذهبية في حدث الفرق، وميدالية برونزية في عارضة التوازن.
بعد زواجها من لاعب الجمباز الأولمبي فيكتور كليمينكو، غيرت اسم عائلتها إلى كليمينكو ((الروسية: Клименко)). لديها ولدان: فلاديمير وفيكتور. فلاديمير لاعب جمباز وفيكتور راقص باليه.